# دومینیکا پالتا
دومینیکا پالتا (انگلیسی: Dominika Paleta؛ زادهٔ ۲۳ اکتبر ۱۹۷۲) هنرپیشه اهل مکزیک است. او فعالیت حرفه‌ای خود را در عرصه بازیگری از سال ۱۹۹۷ آغاز کرد.